# Бурая шилоклювая райская птица
Бурая шилоклювая райская птица (лат. Epimachus meyeri) — вид воробьинообразных птиц из семейства райских птиц (Paradisaeidae). Подвидов не выделяют.

## Описание
Общая длина птицы может достигать 96 сантиметров. Цвет перьев сине-зелёный с радужный блеском. Брюшко коричневое. Самцы имеют длинные саблевидные перья в хвосте, которые высоко ценятся местными жителями. Самки красновато-коричневые с пёстрым животом.

## Ареал
Данный вид обитает в горных лесах Новой Гвинеи.

## Образ жизни
Рацион состоит в основном из фруктов, членистоногих и мелких животных.

## Охранный статус
Вид включён в Международную Красную книгу, однако статус оценивается как находящийся под наименьшей угрозой.

## Галерея

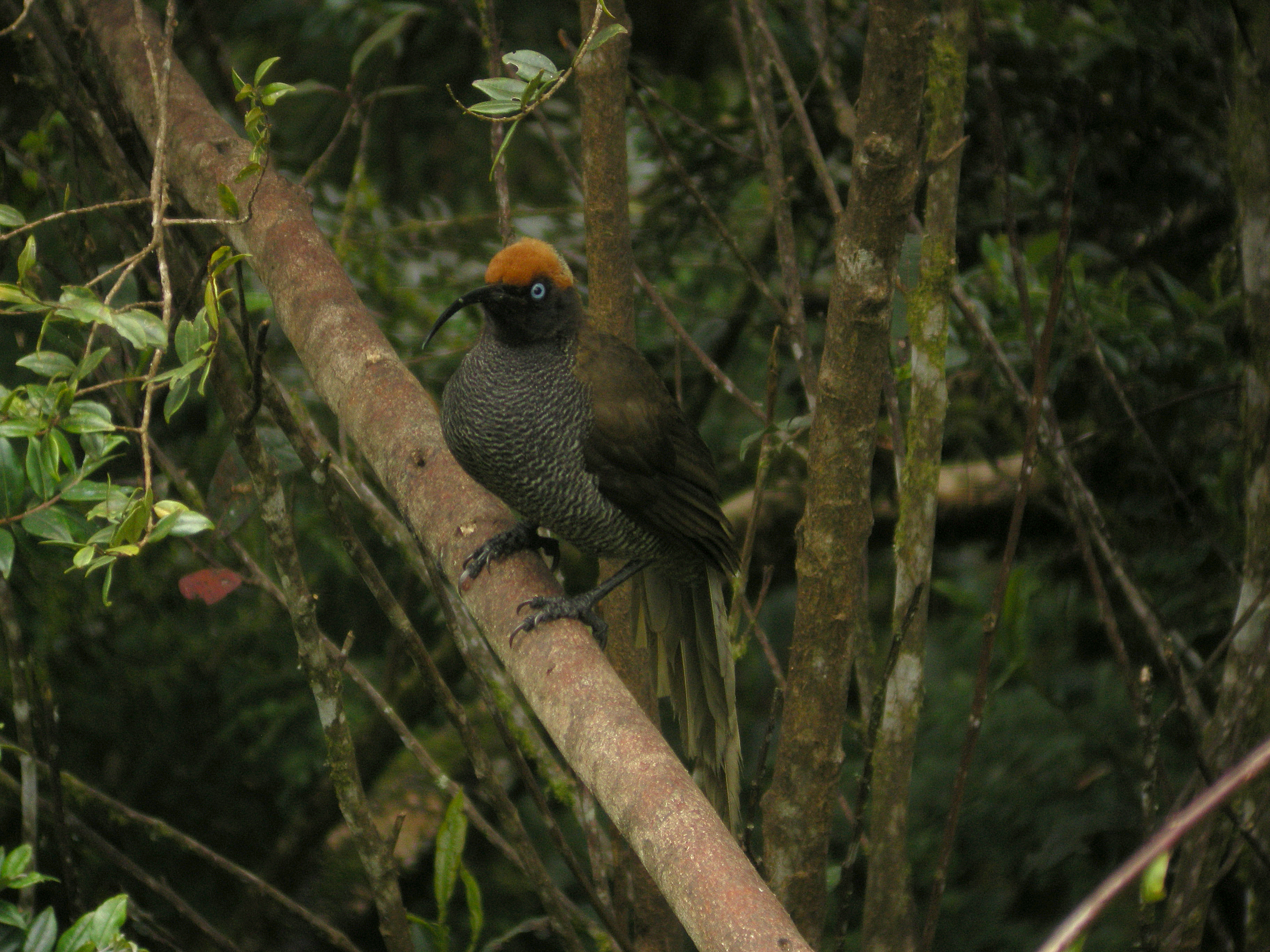
Самка в Папуа-Новой Гвинее
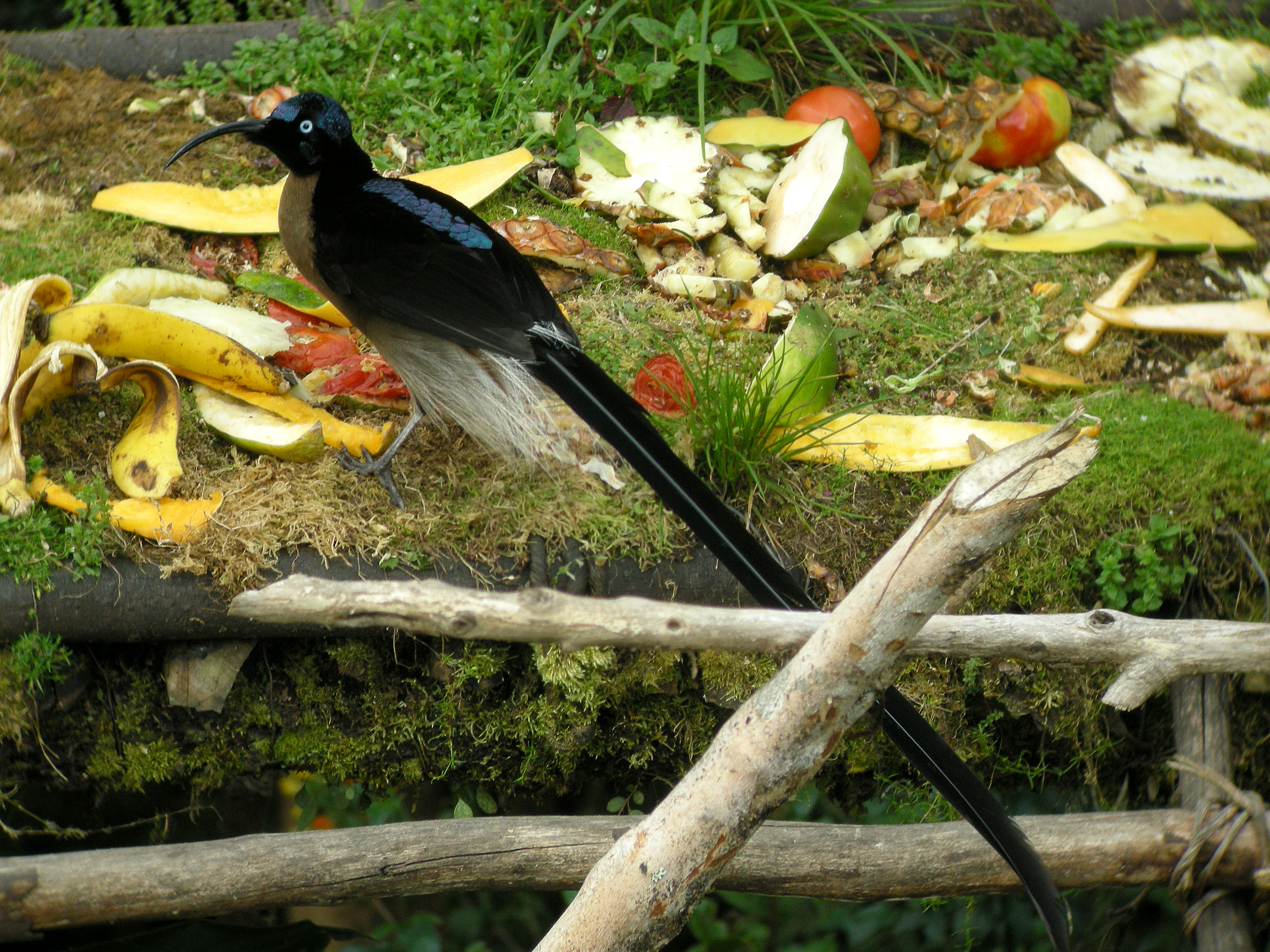
Самец в Папуа-Новой Гвинее